# Viaggio in Italia
Viaggio in Italia (en Venezuela, Siempre te amaré; en España, Te querré siempre; en Chile, México, Perú y Uruguay, Viaje a Italia) es una película dramática de 1954 dirigida por el italiano neorrealista Roberto Rosselini, y con su esposa Ingrid Bergman y George Sanders como actores principales. La película tiene un diálogo en inglés que fue cortado en la versión original italiana.
Esta película marca el punto de partida de la modernidad cinematográfica. El guion fue escrito por el propio director, Vitaliano Brancati y Antonio Pietrangeli, a partir de la novela de Colette Duo (1934), publicada por entregas en el diario Marianne desde el 12 hasta el 31 de octubre de 1934 y como libro en noviembre del mismo año por la editorial Ferenczi & fils.

## Argumento
Los Joyce, interpretados por Ingrid Bergman y George Sanders, son un matrimonio británico que ha partido en un viaje a Italia para cerrar una transacción comercial (la venta de una vivienda familiar). El contacto con la desnuda realidad del sur de Italia a su llegada a Nápoles provoca el estallido de una crisis latente en la pareja. Los sentimientos entre ellos cambian todavía más en una visita a la ciudad de Pompeya, cuando son testigos del descubrimiento del molde en yeso de una pareja muerta bajo la lava. Finalmente, se reconcilian en el transcurso de una procesión religiosa que recorre las calles de Nápoles.

## Reparto
- Ingrid Bergman: Katherine Joyce
- George Sanders: Alexander 'Alex' Joyce
- Maria Mauban: Marie (como Marie Mauban)
- Anna Proclemer: La prostituta
- Paul Müller: Paul Dupont
- Anthony La Penna: Tony Burton (como Leslie Daniels)
- Natalia Ray: Natalie Burton (como Natalia Rai)
- Jackie Frost: Betty

## Discurso de Rossellini
Consiste en el seguimiento de los trayectos de los dos protagonistas, por separado, a través del paisaje napolitano en un itinerario que acaba llevando a que sus miradas enfrenten el vacío, en un ejercicio de toma de conciencia que les devuelve la imagen de ese vacío que anida en su interior, por medio de una figura de reflexión entendida en el sentido literal: la respuesta a las miradas de los personajes es un mundo que toma cuerpo en tanto cavidad donde las miradas encuentran su propio reflejo. No existe, detrás de lo filmado, ninguna férrea estructura de guion que instaure la pasión como medida rectora del universo humano. Ni tampoco una puesta en escena que catapulte, con la precisión matemática de un mecanismo pasional, a los cuerpos, las miradas, los seres, hacia un encuentro definitivo y seguro del final del film. De hecho, la narración queda traspasada por la marca de la fragilidad, de la inestabilidad temporal.

## Contexto cinematográfico
La película Viaje en Italia diseña un espectador diferente, y esa es una aportación del cine moderno, que supone el contacto primero de Rossellini con los críticos de Cahiers du Cinema, y luego constituiría lo que se haría llamar la Nouvelle Vague. El proyecto inicial del film era rodar una adaptación de Duo, la novela de Colette. El equipo de rodaje llegó a Nápoles y Rossellini se encontró con que los derechos de la novela habían sido ya adquiridos. A instancias de Marcello d’Amico, jefe de producción del film, redactó cinco folios de localizaciones a modo de guion. La película se rodó entre febrero y abril de 1953. La versión original inglesa (Journey To Italy) es cinco minutos más larga que la italiana (88’/83’), ya que en la segunda versión se suprimió una escena en la que el protagonista no se entendía con una mujer debido al idioma, y esto, siendo directamente en italiano, no se podría representar.

## Temas
En esta película, Rossellini no quiere llevar el sentido de la acción y del viaje, por eso al principio se produce un cambio de conductor y aparecen dos interrupciones que simbólicamente introducen un elemento aleatorio, que va a cambiar el sentido de la direccionalidad del montaje. 
A lo largo de la película, se pueden diferenciar diferentes itinerarios. En el primero se asigna un campo visual en relación con la perspectiva de la conductora, que es una visión turística. Va a haber otros dos itinerarios donde esto se va a ir cargando poco a poco para noticiar el final de la película. 
Se plantea un relato en relación con el encuentro amoroso, de lo que supone el matrimonio y la descendencia. Así mismo, transmite una idea de congelación del tiempo y de memoria de las pasiones. 
Cabe fijarse cómo en el segundo itinerario a la protagonista le llaman la atención  la presencia de mujeres embarazadas. Y es en el tercer itinerario cuando se encuentran unas imágenes proyectivas, vemos a novios que empiezan y luego a matrimonios con hijos.
El tiempo en la historia son siete días, los siete días que pasa el matrimonio allí. Finalmente, lo que cristaliza la reflexión final de la película sobre la acumulación de cuerpos muertos, de cuerpos incluso calcinados, es la evidencia de determinados elementos de la vida y la muerte.

## Producción
La película busca ser un homenaje a la ciudad de Nápoles, e intenta explorar toda su belleza en todo momento, mostrando el Museo Nacional, la Sibila Cumana , el cementerio Fontanelle , Capri, la Solfatara Pozzuoli y el famoso hotel Excelsior. Después del fracaso comercial de Stromboli y Europa ’51, Rossellini no tenía mucha credibilidad ante los productores, ni siquiera si trabajaba con Bergman. Así que decidió  hacer este film prácticamente coproduciéndolo, de bajo presupuesto. La voluntad de hacer una película de un género no comercial puede estar relacionada con una autobiografía enmascarada. Esta película, en su trama, parece querer buscar la última vía posible de reconciliación en una pareja, con algún eco de autobiografismo.

## Recepción
Aunque fue un fracaso en taquilla, a los críticos franceses de Cahiers du Cinéma, incluyendo a François Truffaut, les gustó, y la nombraron como la primera película moderna. Martin Scorsese habla sobre la película y sus impresiones sobre ella en su propia película My Voyage to Italy. La autobiografía de George Sanders, Memoirs of a Professional Cad (1960) revela los métodos al azar usados en la dirección de Rossellini, así como sus efectos en los actores y el equipo de producción. Esta película se encuentra en el número 41 del ranking de las 50 mejores películas de todos los tiempos de BFI.
Hay un breve ensayo de un historiador especializado en la obra de Rossellini que, desde un planteamiento general de cómo los personajes reaccionan ante un medio que desconocen y les es completamente ajeno (un matrimonio británico que acude a Nápoles para vender la casa que han heredado), da origen a una serie de problemas.
Imanuel Zumalde dijo sobre la película:
[Refiriéndose a la escena de los cadáveres de Pompeya] “Esta escena constituye una auténtica erupción o seísmo que altera todo el planteamiento previo. Empleo, metafóricamente, terminología geológica para hacer más patente, si cabe, el sentido geológico del clímax planteado por Rossellini. La voluntad de los personajes, la lógica de su acción es arrastrada y diluida por el empuje del fondo, ese fósil social y ese milenario decorado basáltico que fagocita a las figuras y las cristaliza en su cimiento mineral. El Vesubio, esta vez por voluntad de San Jenaro, ha entrado nuevamente en erupción y ha vuelto a solidificar en ese momento irrepetible la más extrema muestra de amor de una pareja. Este gesto de amor sincero, el mismo que presentaba la anónima pareja de Pompeya, nos da una idea cercana de la síntesis que constituye ese instante en la arquitectura del film: la ruptura del decalaje temporal y sentimental que mediaba entre los personajes y su decorado eterno, la comunión entre figuras y fondo, la simbiosis conclusiva entre los Joyce y el Nápoles real.”
El director de la revista Cinema Nuovo, Guido Aristarco, declaró que la película de Rossellini le produjo cierta desazón, porque entendía que era una traición a los postulados del neorrealismo por parte de su fundador. En respuesta, André Bazin comentó que el público se sintió decepcionado por la película por la razón de que solo nos presenta Nápoles de una manera incompleta y fragmentaria, pero precisamente esta realidad, no es más que la milésima parte de lo que se podría enseñar.